# L'accueil des muses
L’accueil des muses (Frans: De ontvangst der muzen) is een compositie uit 1920 van de Franse componist Albert Roussel. Het werd gecomponeerd voor een verzameling stukken ter nagedachtenis van Debussy onder de naam Tombeau de Claude Debussy. De première was in Parijs in de Société musicale indépendante op 24 januari 1921.